# Gidamis Shahanga
Gidamis Shahanga (né le 4 septembre 1957 à Katesh) est un athlète tanzanien, spécialiste des courses de fond.

## Biographie
Il se révèle sur le plan international en remportant l'épreuve du marathon des Jeux du Commonwealth de 1978, à Edmonton. L'année suivante, il se classe deuxième du marathon des championnats d'Afrique à Dakar, devancé par l'Éthiopien Kebede Balcha. Il participe aux Jeux olympiques de 1980 à Moscou, se classant 15e du marathon et s'inclinant dès les séries du 10 000 m.
Gidamis Shahanga décroche son deuxième titre de champion du Commonwealth en remportant le 10 000 mètres aux Jeux du Commonwealth de 1982 à Brisbane, mais ne conserve pas son titre du marathon (6e place). Cinquième du 10 000 m des championnats du monde 1983, à Helsinki, il remporte dès l'année suivante le Marathon de Rotterdam dans le temps de 2 h 11 min 12 s. Il se classe par ailleurs 22e du marathon des Jeux olympiques de 1984.
En 1990, il remporte le Marathon de Vienne en Autriche, et établit la meilleure performance de sa carrière sur marathon le 30 septembre 1990 à Berlin en 2 h 8 min 32 s. Il remporte le Marathon de Munich en 1993 et 1994

## Palmarès
| Date | Compétition            | Lieu        | Résultat | Épreuve  | Marque          |
| ---- | ---------------------- | ----------- | -------- | -------- | --------------- |
| 1978 | Jeux du Commonwealth   | Edmonton    | 1er      | Marathon | 2 h 15 min 40 s |
| 1979 | Championnats d'Afrique | Dakar       | 2e       | Marathon | 2 h 36 min 46   |
| 1980 | Jeux olympiques        | Moscou      | 15e      | Marathon | 2 h 16 min 47   |
| 1982 | Jeux du Commonwealth   | Brisbane    | 1er      | 10 000 m | 28 min 10 s 15  |
| 1982 | Jeux du Commonwealth   | Brisbane    | 6e       | Marathon | 2 h 14 min 25 s |
| 1983 | Championnats du monde  | Helsinki    | 5e       | 10 000 m | 28 min 01 s 93  |
| 1984 | Marathon de Rotterdam  | Rotterdam   | 1er      | Marathon | 2 h 11 min 12   |
| 1984 | Jeux olympiques        | Los Angeles | 22e      | Marathon | 2 h 16 min 27 s |
| 1990 | Marathon de Vienne     | Vienne      | 1er      | Marathon | 2 h 09 min 28   |

## Records
| Épreuve  | Performance    | Lieu   | Date              |
| -------- | -------------- | ------ | ----------------- |
| Marathon | 2 h 8 min 32 s | Berlin | 30 septembre 1990 |